# Herb gminy Chodów
Herb gminy Chodów – jeden z symboli gminy Chodów, ustanowiony 28 maja 2009.

## Wygląd i symbolika
Herb przedstawia na tarczy koloru zielonego srebrny krzyż z promieniami w tle, znajdujący się między gałęziami i liśćmi złotego dębu. 